# Ardeny

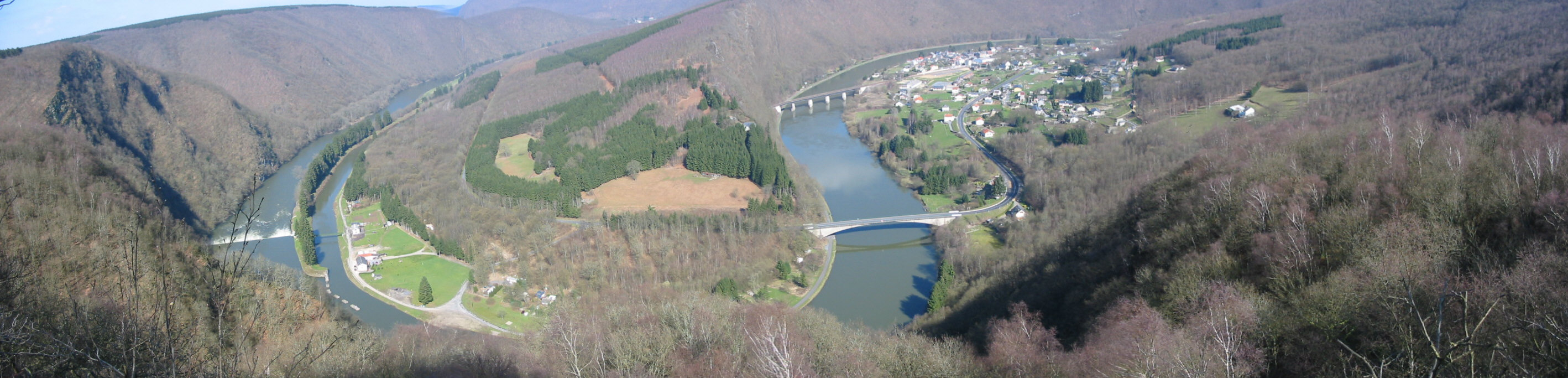
Pohled na řeku Másu ve francouzských Ardenách

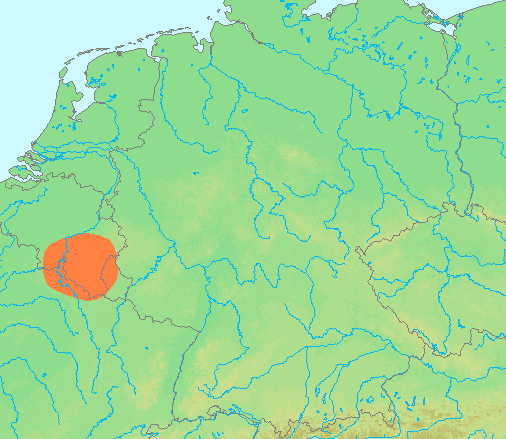
Ardeny na mapě

Ardeny (francouzsky Ardennes či Plateau de l'Ardenne, nizozemsky Ardennen) jsou zalesněný, hornatý region, který leží převážně na území Lucemburska a Belgie, ale zasahuje také do Francie (podle tohoto regionu se jmenují departmenty Ardensko a région Champagne-Ardenne).

## Geografie
Převážná část Arden je pokrytá hustými lesy, pahorky přibližně 350–500 m vysokými, které se v bažinaté oblasti Hautes Fagnes (Hohes Venn) vyšplhají až do výšky 650 m. Nejvyšší vrchol je Signal de Botrange vysoký 692 m. Region je typický svými strmými údolími a rychle proudícími řekami, nejznámější z nich je asi Máza. Nejdůležitější města této oblasti – Liège a Namur – leží obě v údolí této řeky. Jinak je tento region velmi řídce osídlen.

## Geologie
Ardeny byly vytvořeny hercynským vrásněním, stejně jako Vogézy nebo Česká vysočina.

## Historie
Tato oblast nese své jméno po dávném Arduenna Silva, rozsáhlém lese z časů starověkého Říma, který se táhl od řeky Sambre v Belgii až po německý Rýn. Současné Ardeny pokrývají mnohem menší území.
Vysoce strategická pozice Arden je po staletí předurčila jako bojiště mnoha evropských sil. Oblast byla ovládána mnoha evropskými mocnostmi; mezi jinými Francií, Německem a Nizozemskem. Ve 20. století byly Ardeny považovány za oblast nevhodnou pro rozsáhlé vojenské operace, především kvůli těžkému terénu a nedostatečnému spojení. Nicméně v průběhu obou světových válek Německo vsadilo na rychlý průchod touto oblastí, aby mohlo zaútočit na relativně lehce bráněnou část Francie. V Ardenách se odehrály tři významné bitvy světových válek: bitva o Ardeny během 1. světové války a poté bitva o Francii s bitvou o výběžek ve 2. světové válce. Během těchto operací bylo zničeno a poškozeno mnoho měst v této oblasti.